# Metsoniemi
Metsoniemi är en ö i Finland. Den ligger i vattendraget Tiilikkajoki och i kommunen Lapinlax i den ekonomiska regionen  Övre Savolax ekonomiska region  och landskapet Norra Savolax, i den centrala delen av landet, 400 km norr om huvudstaden Helsingfors. Öns area är 3,1 hektar och dess största längd är 250 meter i nord-sydlig riktning.